# Nagelspitzkreuz

Nagelspitzkreuz

Als Nagelspitzkreuz kann in der Heraldik jedes Kreuz bezeichnet werden, wenn mindestens der untere Kreuzarm zugespitzt am Armende oder bereits ab Unterkante der Kreuzung der Querarme dargestellt wird. Eine andere Bezeichnung ist Steck- oder Stechkreuz. Eine der Bezeichnungen sollte bei der Wappenbeschreibung der Grundform des Kreuzes verwendet werden, um diese Abweichung eines heraldischen Kreuzes kenntlich zu machen. Gelegentlich werden auch die drei anderen Kreuzarme wie der Fußarm gestaltet.
Im großen preußischen Wappen ist auf Feld 38 in Silber ein schwarzes Nagelspitzkreuz für das Fürstentum Verden eingestellt.